# Salvador Carrera i Comes
Salvador Carrera i Comes (Ribes de Freser, 6 d'agost de 1935- Barcelona, 25 de juliol de 2018) fou un polític i economista català, diputat al Congrés dels Diputats i al Senat d'Espanya.

## Família
Salvador Carrera és germà de Núria Carrera i oncle de Biel Barnils, Andreu Barnils i de Ton Barnils. Fou cunyat de Ramon Barnils i marit d'Irene Rigau.

## Biografia
Va estudiar a l'IESE, fou president de la Diputació de Girona (1983-1987) i alcalde de Ribes de Freser (1979-1983) per Convergència Democràtica de Catalunya (CDC), de la qual va ser conseller nacional.
Fou diputat per CiU per la província de Girona a les eleccions generals espanyoles de 1986, 1989 i 1993; secretari segon de la Comissió de Defensa i vocal suplent de la Diputació Permanent del Congrés dels Diputats. El 1990 es va casar amb Irene Rigau i Oliver. No van tenir fills.
Posteriorment fou escollit senador a les eleccions generals espanyoles de 1996. De 1996 a 2000 fou portaveu adjunt del grup parlamentari de CiU al Senat, membre de la Diputació Permanent i vicepresident primer de la Comissió Mixta per a la plena professionalització de les forces armades.
El 2000 abandonà la política i posteriorment va formar part del patronat del RCD Espanyol. En setembre de 2002 fou nomenat president del Consell Social de la Universitat de Girona.